# Тутмос III
Тутмос III е шестият фараон от XVIII династия в Древен Египет. По време на 22-годишното си управление той управлява съвместно с мащехата си Хатшепсут, която носи титлата фараон. Тя е показвана първа на оцелелите монументи, но и двамата носят обичайните царски имена и отличителни знаци, като нито единия не е изобразяван с очевидно превъзходство пред другия. Тутмос III е предводител на армията на Хатшепсут.
След нейната смърт той става фараон и създава най-голямата империя, която Египет някога е управлявал. Той води не по-малко от 17 военни кампании и завладява земите от Нил в северна Сирия до четвъртия водопад на Нил в Нубия. След като приключва със завоеванията, той се изявява и като велик строител. Тутмос III построява над 50 храма в Египет и прави големи допълнения в храма в Карнак. По време на неговото управление се постигат нови равнища в артистичния стил, както и се разработват уникални архитектурни постижения, невиждани преди неговото управление и неповторени след това.
Официално Тутмос III управлява Египет през почти 54 години, като управлението му обикновено е датирано от 24 април 1479 до 11 март 1425 пр.н.е. Но първите 22 години той управлява като съ-регент на мащехата си (и негова леля) Хатшепсут, която е била наричана фараон. През последните две години от управлението си той отново е съ-регент със сина си Аменхотеп II, който го наследява. Когато Тутмос III умира, той е погребан в Долината на царете заедно с останалите фараони, управлявали Египет през този период.

## Семейството на Тутмос
Тутмос III е син на Тутмос и една от съпругите му – Изет (Исет). Тъй като е единствен син на фараона, той би бил най-вероятния кандидат за трона след смъртта на Тутмос II, но тъй като не е от първата му съпруга, „степента“ му на царственост далеч не е идеална. Може би затова той се е оженил за дъщеря на Тутмос II и Хатшепсут. Предполага се, че въпросната дъщеря е Неферуре или Меритре-Хатшепсут II.
Независимо от това, когато Тутмос II умира, Тутмос III е все още твърде млад за да управлява, затова Хатшепсут става негов регент, след това съ-регент и не след дълго тя се провъзгласява за фараон. Тутмос има твърде малко власт над империята докато Хатшепсут носи титлата фараон, заедно с царски псевдоним – Мааткаре. Нейното управление е проспериращо и пълно с постижения. Когато Тутмос III достига необходимата възраст и показва необходимите умения тя го назначава за главнокомандващ на армията. След смъртта ѝ, Тутмос III управлява самостоятелно в продължение на 30 години, след което става съ-регент на сина си през последните две години от живота си. Той умира през петдесет и четвъртата година от управлението си.
Освен вероятния брак с Неферуре, Тутмос III има още две известни съпруги. Сат-джа ражда първородния му син Аменемхет, но детето умира преди баща си. Наследника му Аменхотеп II е син на Меритре-Хатшепсут II.

## Дати и продължителност на управлението
Тутмос III управлява от 1479 до 1425 г. пр.н.е. според едни и от 1504 до 1450 г. пр.н.е. според други учени. Тези дати, както и всички дати относно царуването на фараоните от XVIII династия са спорни, поради неясните обстоятелства около наблюдавания хелиакален изгрев на Сотис по времето на Аменхотеп I. Продължителността на управлението му се знае до ден благодарение на надписа, намерен в гробницата на съдебния магистрат Аменемхеб, отбелязващ смъртта на фараона през петдесет и четвъртата година от управлението му, на тринайсетия ден от третия месец от Перет. Деня на въздигането му на трона е известен – четвъртия ден от първия месец на Шему. Съответно чрез астрономически наблюдения могат да бъдат изчислени началната и крайна дата на царуването му – от 24 април 1479 до 11 март 1425 г. пр.н.е.

## Военни кампании
Тутмос III е считан за военен гений от историците, той е активен експанзионистичен владетел, понякога наричан най-великия завоевател на Египет или „Наполеон на Египет“. Документирано е, че той е завзел 350 града през управлението си и завоювал голяма част от Близкия изток от Ефрат до Нубия през седемнайсетте си военни кампании. Той е първият фараон след Тутмос I, който прекосява Ефрат по време на кампанията си против Митани. Военните му кампании са документирани по стените на храма на Амон в Карнак. Тутмос III е окачествяван като един от най-великите фараони-войни на Древен Египет. Той трансформира Египет в супер-сила, създавайки империя достигаща от южна Сирия до Нубия. В повечето от военните му кампании враговете му са побеждавани град по град, докато не са се предавали. Предпочитаната тактика е да се покорява много по-слаб град (провинция) един по един, довеждайки до предаване на всяка фракция, докато не се постигне пълно господство.
Много се знае за Тутмос-воина не само заради военните му кампании, но и заради неговия царски писар и командващ войските – Тхануни, който пише за завоеванията и управлението му. Тутмос успява да завладее такива обширни територии заради напредъка и подобренията на оръжията на армията му. Той среща малко съпротива от съседните царства, което му позволява лесно да завладее обширни територии.

## Строителство
Тутмос III е и велик фараон-строител, по време на управлението си той построява над 50 храма, въпреки че някои от тях сега са изчезнали, и научаваме за тях само от писмени сведения. Той поръчва строителството на много гробници за знатни хора, които са построени с по-голямо майсторство от когато и да било дотогава. Неговото управление е белязано и от големи стилистични промени в скулптурата и рисунките, както и големи промени в релефите, много от които започват по време на управлението на Хатшепсут.

### Артистичен напредък
Архитектите на Тутмос III показват приемственост на стила спрямо тези на предишните фараони, но някои нови разработки го отделят от предшествениците му. Въпреки че следва традиционния стил на предшествениците си през по-голямата част от управлението си, някъде около четиридесет и втората година от управлението си той започва да нарежда да бъде изобразяван, носейки червената корона на Долен Египет и „šndyt-kilt“, безпрецедентен дотогава стил в изобразяването. Архитектурно, неговото използване на колони също е безпрецедентно. Негови са единствената позната двойка хералдически колони в Древен Египет – две големи колони стоящи самостоятелно, вместо да са част от няколко в редица, поддържащи покрив. Неговата юбилейна зала също е революционна и е може би най-ранната известна постройка в стила базилика. Художниците на Тутмос III достигат нови височини на умение в рисуването, гробниците от неговото управление са първите изцяло изрисувани. Освен това, изглежда че артистите по времето на Тутмос III най-сетне са открили как да използват изкуството на правене на стъкло за направата на съдове за пиене по коронния метод.

### Карнак
Тутмос III отделя най-много време на строителството в Карнак. Той построява на ново залата, построена от дядо му Тутмос I, разрушава червения параклис на Хатшепсут, построява параклис на Амон на негово място и построява преддверия пред него, чиито покрив е поддържан от хералдически колони. Той построява и стена около централния параклис, съдържаща по-малки параклиси, както и работилници и складове. Източно от главното светилище той построява юбилейна зала, в която да празнува Сед-фестивала. Главната зала била в стил базилика, с редици от колони, поддържащи покрива от двете страни на олтара. Централните два реда били по-високи от останалите, за да се получат прозорци там където тавана се разделя. Две от по-малките зали в този храм съдържали релефи на растенията и животните от Ханаан, превзет от Тутмос III по време на третата му кампания.
Той издига и още един храм на Атен на изток от главното светилище, където е изобразен като подкрепян от Амун. Във вътрешността на този храм той смята да издигне своя уникален обелиск. Той е проектиран да стои сам, вместо като част от чифт и е най-високия обелиск, някога успешно изрязан от камък. Но той не е изправен чак до 35 години по-късно, когато Тутмос IV го изправя. По-късно той е преместен в Рим и е известен като Латеранския обелиск. Друг обелиск от Карнак е издигнат от император Теодосий I в Константинопол през 390 от н.е. Следователно два обелиска от Карнак по времето на Тутмос III стоят в Рим и Константинопол, двете исторически столици на Римската империя.
Тутмос III предприема строителни проекти и южно от главния храм, между светилището на Амун и храма на Мут.

### Статуи
Следвайки традицията на по-ранните фараони, Тутмос III строи статуи в храмовете си, които да го изобразяват като отдаден фараон, почитащ божествата. Стилистично много от статуите му съдържат много от чертите на тези на предшественичката му Хатшепсут, и единствените статуи, които със сигурност са приписвани на един от двамата, са тези носещи имената им. Статуите и на двамата са с бадемови очи, повдигнати вежди, леко орлови носове и леко изкривени в слаба усмивка устни. Систематични изследвания над надписаните статуи позволяват разкриването на малки стилистични разкрития, чрез които ненадписаните статуи могат да бъдат отнесени към единия от двамата фараони с някаква степен на сигурност.
Има много статуи, на които Тутмос III е изобразен коленичил, предлагайки дарове на Боговете, често включваши мляко, вино или друга храна. Въпреки че подобни сцени присъстват и при някои от по-ранните фараони от Новото царство, смята се че този стил достига върха си по времето на Тутмос III заради нарасналата публичност на някои аспекти от древноегипетската религия. Този стил включва формата „предложения пред олтара“, като фараона е изобразен коленичил или прав. Лицето на фараона е изобразявано така че да въплъщава традиционния изглед на царете, както и тогавашната представа за красота. Това е видимо първо в статуите на Хатшепсут, но е по-изразено в тези на Тутмос III и последвалите след него Аменхотеп II, Тутмос IV и Аменхотеп III. Негова е и първата царска статуетка излята от бронз.

### Гробница
Гробницата на Тутмос III (KV34), открита от Виктор Лорет през 1898 г. е в Долината на Царете. Нейният план е типичен за XVIII династия, с рязък завой във вестибюла преди погребалната камера. Две стълби и два коридора водят до вестибюла, преди който има квадратна шахта или „кладенец“. Вестибюлът е украсен с пълната история от Книгата на Амдуат, това е първата гробница, в която тя е написана изцяло. Погребалната зала е подкрепяна от две колони, овална е формата на тавана, изрисуван със звезди, символизирайки пещерата на божеството Сокар. В средата е разположен голям саркофаг от червен кварц, изрязан във формата на картуш. Стенописите в гробницата са изпълнени в прост, „диаграмен“ стил, цветовете са приглушени. Фигурите са изобразени в черно на кремав фон, а по-важния текст е в розово и червено. Тутмос III е изобразен помагайки на божествата да победят Апеп, змията на Хаоса, по този начин осигурявайки изгрева на слънцето и собственото си прераждане.

## Обезобразяване на монументите на Хатшепсут
До скоро основната теория беше, че след смъртта на съпруга си Тутмос II, Хатшепсут узурпира трона от Тутмос III. Въпреки че той е съ-регент по това време, ранните историци смятат, че той никога не е простил на мащехата си недопускането до трона през първите две десетилетия от управлението му.
В днешно време тази теория е ревизирана по няколко причини. На първо място той е бил главнокомандващ на армията на Хатшепсут, която тя едва ли би поверила на негодуващ наследник на трона. Освен това не е открито доказателство Тутмос да се е опитвал да завземе трона, той запазва религиозните и административни лидери на Хатшепсут след като се възцарява. Освен това монументите на Хатшепсут са обезобразени чак 20 години след смъртта ѝ, когато Тутмос III е доста възрастен и отново корегент, този път на сина си. Всъщност Аменхотеп II е известен с опитите си да си припише нейни паметници.
Във всеки случай след смъртта на Хатшепсут много от нейните статуи и изображения са обезобразени или разрушени, включително тези в прочутия ѝ погребален храмов комплекс в Деир-ел-Бахри. Традиционно това се смята за акт на проклинане на мъртъв човек чрез изтриване на съществуването му от историята, извършен от Тутмос III. Но скорошни проучвания от учени като Чарлс Нимс и Питър Доман предполагат, че изтриването е започнало през 46 – 47 година от царуването на Тутмос III. Освен това не само монументите на Хатшепсут са обезобразени, тези на главния ѝ камерхер Сенемнут също са пострадали. Всичко това хвърля сянка на съмнение върху теорията, че Тутмос ги обезобразил от гняв малко след възкачването си на трона.
На това обезобразяване се гледа по-скоро като на мярка, осигуряваща плавно предаване на трона от Тутмос III на сина му Аменхотеп II, насочена срещу евентуални роднини на Хатшепсут, имащи равни или по-добри претенции за трона. Освен това обезобразяването вероятно не е било възможно преди смъртта на влиятелни религиозни и административни лидери, служили под нейно управление. По-късно Аменхотеп II дори претендира, че е построил фигурите, които е обезобразил.

## Мумия
Мумията на Тутмос III е намерена в Деир-ел-Бахри над погребалния храм на Хатшепсут през 1881, заедно с тези на други фараони от VIII династия. Въпреки че обикновено се смята, че мумията е развита от Гастон Масперо през 1886, всъщност тя е развита първо пет години по-рано, малко след пристигането ѝ в Музея Булак от Емил Бруш, който ръководи евакуацията на мумиите от Деир-ел-Бахри. Това е по времето, когато Масперо е във Франция и главния директор на отдела за египетски антики заповядва мумиите да се преповият. Така че когато тя е официално развита от Масперо през 1886, той почти сигурно е знаел, че е в сравнително лошо състояние. Мумията е значително повредена в античността от обирачи на гробници, а превръзките са разкъсани, лицето на мумията не е пострадало. Масперо е толкова обезкуражен от състоянието на мумията, че предполага, че и останалите са в толкова лошо състояние и не ги развива няколко години. Всъщност много малко от другите мумии са в толкова лошо състояние.
За разлика от много други, открити на същото място, мумията на Рамзес III e в оргиналния си дървен погребален ковчег, въпреки че украсите му са откраднати в древността.
Когато изследва мумията анатомиста Г. Елиът Смит определя височината и на 1.615 метра, което кара хората да мислят, че Тутмос III e нисък мъж. Но Смит мери височината на тяло, чиито крака липсват, така че Тутмос очевидно е бил по-висок от това. Мумията на Тутмос III се намира в Залата на Царските мумии в музея в Кайро, под каталожен номер 61068.